# Continental Circus
Continental Circus – ścieżka dźwiękowa do wyreżyserowanego przez Francuza Jérôme’a Laperrousaz filmu dokumentalnego o tym samym tytule, a jednocześnie album grupy rockowej Gong, wydany w 1972 roku we Francji nakładem Philips Records. Obok twórcy filmu oraz Gongu na okładce płyty wyszczególniono Daevida Allena (musique par Gong avec Daevid Allen).
Muzykę zarejestrowano w kwietniu 1971 roku we Francji, jeszcze przed nagraniem materiału, który znalazł się na płycie Camembert Electrique, wydanej jednak wcześniej niż Continental Circus. Premiera filmu, powstałego w latach 1969–1970, trwającego 102 minuty, odbyła się 18 kwietnia 1972 roku. Dokument opowiada o karierze australijskiego motocyklisty wyścigowego Jacka Findlaya, obok którego w filmie pojawia się wielokrotny triumfator motocyklowych mistrzostw świata, Włoch Giacomo Agostini. Za film Laperrousaz otrzymał w 1972 nagrodę Jeana Vigo.
Na nielegalnych wznowieniach płyty zamieszczano dodatkowe utwory.

## Lista utworów
Opracowano na podstawie materiału źródłowego.
Wydanie LP:
Strona A
| Nr | Tytuł utworu               | Muzyka                          | Długość |
| -- | -------------------------- | ------------------------------- | ------- |
| 1. | „Blues for Findlay”        | Gilli Smyth, Jérôme Laperrousaz | 11:18   |
| 2. | „Continental Circus World” | Gilli Smyth, Jérôme Laperrousaz | 4:13    |
|    |                            |                                 | 15:31   |

Strona B
| Nr | Tytuł utworu                       | Muzyka      | Długość |
| -- | ---------------------------------- | ----------- | ------- |
| 1. | „What Do You Want?”                | Gilli Smyth | 9:06    |
| 2. | „Blues for Findlay (Instrumental)” | Gilli Smyth | 9:39    |
|    |                                    |             | 18:45   |

## Twórcy
Opracowano na podstawie materiału źródłowego.
Muzycy:
- Daevid Allen – gitara, śpiew
- Gilli Smyth – (kosmiczny) śpiew
- Didier Malherbe – saksofon, flet
- Christian Tritsch – gitara basowa
- Pip Pyle – perkusja